# Assemblea di Valona

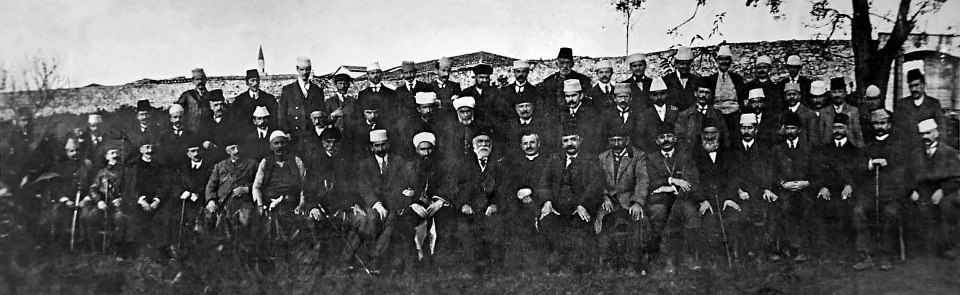
Membri dell'Assemblea di Valona fotografati nel novembre 1912 o al 1º anniversario nel novembre 1913

L'Assemblea di Valona o di Vlorë (in albanese Kuvendi i Vlorës) fu un'assemblea albanese costituita durante il Congresso panalbanese a Valona, il 28 novembre 1912.

## Contesto
Il Congresso panalbanese o Congresso Nazionale Albanese o Congresso per l'indipendenza albanese fu un congresso tenuto a Valona (nell'allora Impero ottomano, oggi Repubblica d'Albania) il 28 novembre 1912. All'inizio della sessione, Ismail Qemali prese la parola e, riferendosi ai diritti albanesi minacciati dalle rivolte albanesi dei quattro anni precedenti, spiegò ai partecipanti al congresso che avrebbero dovuto fare tutto il necessario per salvare l'Albania.

## Le sessioni dell'Assemblea di Valona

### Sessione costituzionale
Dopo che i documenti furono controllati, Ismail Qemali riprese la parola e tenne un discorso affermando che riteneva che l'unico modo per impedire la divisione del territorio del vilayet albanese tra gli alleati balcanici fosse quello di separarlo dall'Impero ottomano. La proposta di Qemali fu accettata all'unanimità e si decise di firmare la dichiarazione di indipendenza dell'Albania a nome dell'Assemblea costituita di Valona (in albanese Kuvendi i Vlorës). Con la dichiarazione di indipendenza albanese l'Assemblea di Valona rifiutò l'autonomia concessa dall'Impero ottomano al vilayet albanese, progettata un paio di mesi prima. Il consenso fu per la completa indipendenza.
La seduta fu quindi sospesa e i membri della neocostituita Assemblea Nazionale si recarono nella dimora di Ismail Qemali, che issò la bandiera di Skanderbeg sul balcone di casa sua, davanti al popolo radunato.

### Sessione del 4 dicembre 1912
La seconda sessione dell'Assemblea di Valona si tenne il 4 dicembre 1912 durante la quale i membri istituirono il governo provvisorio dell'Albania. Fu un governo composto da dieci membri, guidato da Ismail Qemali fino alle sue dimissioni il 22 gennaio 1914. L'Assemblea istituì il Senato (in albanese Pleqësi) con funzioni consultive di governo, composta da 18 membri dell'Assemblea.